# Сабурово (городской округ Красногорск)
Сабурово — посёлок городского типа в Московской области России. Входит в городской округ Красногорск. Население — 7794 чел. (2021 год). 

## География
Расположен в северной части округа, на левом берегу реки Синичка — притоке Баньки, в 13 км от МКАД и 1,5 км к югу от Пятницкого шоссе, высота центра над уровнем моря 187 м. Ближайший населённый пункт — Аристово в 1,5 км севернее.
В посёлке числятся: 
ЖК "Пятницкие кварталы", включающий 1 улицу и 1 проезд; 
ЖК "Новое ЗаМитино", включающий 2 улицы; 
ЖК "Митино 02", включающий 3 улицы; 
КП "Сабурово Парк", включающий 6 улиц; 
КП "Сабурово Клаб", включающий 1 улицу; 
КП "Лесной", включающий 1 улицу; 
СНТ "Берёзовое", включающий 5 улиц; 
СНТ "Калинка", включающее 8 улиц. 

## История
В населённом пункте установлен мемориал односельчанам, погибшим в Великой Отечественной войне.
В 1994—2005 годах деревня входила в Марьинский сельский округ Красногорского района, а с 2005 до 2017 года включалась в состав Отрадненского сельского поселения Красногорского муниципального района.
В 2024 году деревня преобразована в посёлок городского типа.

## Население
| 2002 | 2006 | 2010 | 2021  |
| ---- | ---- | ---- | ----- |
| 95   | →95  | ↗145 | ↗7794 |